# NGC 3099
NGC 3099 (również PGC 29087) – galaktyka eliptyczna (E?), znajdująca się w gwiazdozbiorze Małego Lwa. Odkrył ją William Herschel 7 grudnia 1785 roku. Jest najjaśniejszą galaktyką w gromadzie galaktyk, do której należy.
Znajdująca się w pobliżu niej para galaktyk PGC 29088 jest czasem nazywana NGC 3099B.